# Aree insulari degli Stati Uniti d'America
     Stati federati e Distretto di Columbia
     Territori non incorporati organizzati con status di Commonwealth
     Territori non incorporati organizzati
     Territori incorporati non organizzati
     Territori non incorporati non organizzati

Carta generale degli Stati Uniti d'America:
Stati federati e Distretto di Columbia
Territori non incorporati organizzati con status di Commonwealth
Territori non incorporati organizzati
Territori incorporati non organizzati
Territori non incorporati non organizzati

Secondo il diritto degli Stati Uniti d'America, un'area insulare (in lingua inglese Insular area) è un territorio associato alla giurisdizione degli Stati Uniti ma che non fa parte di nessuno degli Stati federati che compongono l'Unione o del Distretto di Columbia.

## Tipologia
La definizione ricomprende due distinti gruppi di soggetti, diversi per caratteristiche giuridiche. Il primo gruppo è costituito dai Territori degli Stati Uniti d'America: si tratta di possedimenti soggetti alla giurisdizione diretta del Governo federale degli Stati Uniti d'America, ma che a differenza degli Stati federati non possiedono una propria sovranità autonoma; i territori si differenziano a loro volta qualora siano "organizzati" o "non organizzati" (ovvero dotati o meno di propri organi di autogoverno eletti localmente) e qualora siano "incorporati" o "non incorporati" negli Stati Uniti (ovvero se la Costituzione degli Stati Uniti d'America si applica per intero o solo parzialmente all'interno dei loro confini).
Il secondo gruppo comprende invece gli Stati associati agli Stati Uniti, ovvero quegli Stati sovrani indipendenti e distinti dagli Stati Uniti, ma che hanno scelto di sottoscrivere un trattato di libera associazione con essi.

## Lista e status

### Territori degli Stati Uniti
Territori organizzati e non incorporati
- Samoa Americane (autonome sotto l'autorità del Dipartimento degli Interni degli Stati Uniti)
- Guam
- Commonwealth delle Isole Marianne Settentrionali
- Commonwealth di Porto Rico (concesso agli Stati Uniti dal Trattato di Parigi (1898))
- Isole Vergini Americane

Territori non organizzati e incorporati
- Atollo Palmyra (disabitato, proprietà del "The Nature Conservancy", ma amministrato dall'"Office of Insular Affairs"; parte delle Isole minori esterne degli Stati Uniti)

Territori non organizzati e non incorporati
- Isola Baker
- Isola Howland
- Isola Jarvis
- Atollo Johnston
- Kingman Reef
- Atollo di Midway
- Isola Navassa (contesa con Haiti)
- Isole Petrel (contesa con la Giamaica, Honduras e Colombia)
- Isola di Wake (contesa con le Isole Marshall)
- Isola Serranilla (contesa con la Colombia, Nicaragua e Giamaica)

### Stati liberamente associati
- Isole Marshall
- Micronesia
- Palau